# Jessica (álbum)
Jessica es un álbum no oficial de la cantante estadounidense, Jessica Simpson. Se trata de un álbum gospel y que fue puesto en libertad en 1994, cuando Jessica tenía catorce años. El álbum fue grabado por Proclaim Records antes de que la empresa tuviese problemas financieros y debieran cerrar. A pesar del revés, los padres de Simpson y abuela le prestaron de su propio dinero para obtener el álbum presionado.
Simpson y su padre luego recorrieron las conferencias de la juventud cristiana, el canto de la audences y venta el álbum de su coche. Simpson, la popularidad y el álbum llamó la atención de presidente de Columbia Records, Tommy Mottola. Jessica le canto a Mottola y le recordó a su exesposa Mariah Carey y firmó Simpson a Columbia Records para el seguimiento de su álbum debut titulado, Sweet Kisses.

## Lista de canciones
1. "Here And Now" (Tony Wood, Jim Cooper)
2. "Tell The World About You" (Robert White Johnson, Ed Nicholson, Stephen Pasch)
3. "Leave It To Me" (Dennis Patton, Robert Sterling)
4. "The Perfect Prayer" (Ty Lacy, Steve Siler)
5. "Part Of The Plan" (Tony Wood, Scott Krippayne)
6. "Feed The Fire" (Lorraine Ferro, M. Cantor, Dan Jenks)
7. "Sure Thing" (Ty Lacy, Dennis Patton)
8. "Don't Pull Away" (Kevin Stokes, Tony Wood)
9. "Sinking Sand" (Chris Rice)
10. "If We Believe In Love" (Paula Carpenter, Christoper Davis)